# Cryptostigma biorbiculus
Cryptostigma biorbiculus är en insektsart som beskrevs av Morrison 1929. Cryptostigma biorbiculus ingår i släktet Cryptostigma och familjen skålsköldlöss. Inga underarter finns listade i Catalogue of Life.